# Kazimierz Matl
Kazimierz Matl (ur. 27 maja 1934 w Mnichu, zm. 23 listopada 2024 w Krakowie) – polski geolog, docent doktor inżynier Akademii Górniczo-Hutniczej im. Stanisława Staszica w Krakowie. Specjalista z zakresu nauk o ziemi i nauk technicznych w zakresie górnictwa i geologii.

## Życiorys
W 1958 ukończył studia na Akademii Górniczo-Hutniczej w Krakowie, a następnie pozostał na Wydziale Geologii, Geofizyki i Ochrony Środowiska jako pracownik naukowy. Zajmował się geologią złóż węgla, geologią górniczą oraz stratygrafią osadów węglonośnych. Od 1960 przez 43 lata był sekretarzem naukowym Komisji Nauk Geologicznych PAN w Krakowie, od 1969 do 1994 kierował Zakładem Złóż Węgla Brunatnego. W latach 1970–1996 kierował Zakładem Złóż Węgla Brunatnego, od 1996 do 2012 był wykładowcą w Instytucie Geologii Stosowanej na Wydziale Górnictwa i Geologii Politechniki Śląskiej. Był członkiem Komitetu Gospodarki Surowcami Mineralnymi PAN i Polskiego Towarzystwa Geologicznego, zaś od 1999 honorowym przewodniczącym Stowarzyszenia Wychowanków AGH. 
Dorobek naukowy Kazimierza Matla obejmuje 135 publikacji, w tym 6 monografii oraz 180 ekspertyz. Był promotorem 3 doktoratów i około 200 obron prac magisterskich i inżynierskich. 
Kazimierz Matl jest laureatem nagród Ministerstwa Nauki i Szkolnictwa Wyższego oraz kilkudziesięciu nagród Rektora AGH, odznaczony Krzyżem Kawalerskim Orderu Odrodzenia Polski i tytułem Generalnego Dyrektora Górniczego I stopnia.
Zmarł 23 listopada 2024. 2 grudnia został pochowany na Cmentarzu Rakowickim w Krakowie.